# Xbox 360
Pour les articles homonymes, voir 360 (homonymie).
La Xbox 360 est une console de jeux vidéo développée par Microsoft, en coopération avec IBM, ATI Technologies, Samsung et SiS. Elle succède à la Xbox, et elle concurrence, dans la lignée des consoles de jeux vidéo de septième génération, la Wii de Nintendo et la PlayStation 3 de Sony. 
En date du 23 avril 2016, les chiffres donnent 85,80 millions d'exemplaires vendus à travers le monde. Trois modèles de la console peuvent être distingués — le modèle initial commercialisé d'abord aux États-Unis le 22 novembre 2005, la version légère et silencieuse appelée Xbox 360 S commercialisée le 16 juillet 2010 en Europe, et la troisième version, la Xbox 360 E commercialisée en 2013.
La console offre une rétro-compatibilité avec une partie des titres parus sur Xbox ainsi que de nouvelles idées comme celle des pseudos de base qui passe d'un seul à plusieurs qui pourront être générés par la console. La Xbox One lui succède fin 2013.
Après 10 ans d'existence, Phil Spencer annonce le 20 avril 2016 que la production de cette console s'arrête afin de liquider les stocks jusqu'à épuisement. Néanmoins, le SAV ainsi que les serveurs Xbox Live continueront de fonctionner jusqu'à une date indéterminée.

## Histoire
La Xbox 360 est la première console de septième génération à être sortie dans la compétition avec la PlayStation 3 de Sony et la Wii de Nintendo. Elle est d'abord disponible dans une version standard sortie le 22 novembre 2005 en Amérique du Nord, le 2 décembre 2005 en Europe et le 10 décembre 2005 au Japon, puis dans une version HDMI depuis le 24 août 2007 en Europe. Le port HDMI est désormais présent sur toutes les consoles vendues. Le 14 juin 2010, lors de l'E3, Microsoft dévoile la Xbox 360 Slim : comparable à l'ancien modèle, elle bénéficie cependant d'un nouveau design noir laqué et se présente plus fine, plus légère et plus silencieuse. Intégrant désormais un disque dur de 250 Go, elle se dote du Wifi et d'un port Kinect dédié au nouveau système à détection automatique de mouvement.
La Xbox 360 est partiellement compatible avec les jeux Xbox. Cette compatibilité nécessite soit un disque dur, soit de graver un CD, afin d'y stocker les patchs nécessaires au fonctionnement des jeux Xbox. Ces jeux bénéficient d'une amélioration graphique (compatibilité avec les téléviseurs HD).
Le 20 avril 2016, Microsoft annonce l'arrêt de la production de la console, après plus de dix années d'existence, afin de se concentrer désormais sur la Xbox One et sur Windows 10. Toutefois, les serveurs du Xbox Live, tant consacrés au multijoueur qu'au marché, continuent de fonctionner pour une période encore indéterminée.
Le 17 août 2023, Microsoft annonce l'arrêt de la boutique Xbox 360, effective le 29 juillet 2024.

### Développement et lancement
C'est en 2003 que le développement de la nouvelle mouture de la Xbox débuta, son nom de code était « Xenon ». Plusieurs noms définitifs ont été avancés pour cette nouvelle version, Xbox Next, Xbox 2, Xbox FS, Xbox HD ou encore Nextbox avant finalement que l'appellation officielle soit Xbox 360. La présentation officielle a eu lieu le 12 mai 2005 sur MTV. Les premiers kits de développement (alpha), envoyés aux sociétés qui prévoyaient des jeux pour la console, se basaient sur des Power Mac G5. Microsoft proposait un système d'exploitation dédié à la place de Mac OS X et ces kits de développement ont été utilisés lors du salon E3 2005 pour les démonstrations.
Sortie un an avant la concurrence, la Xbox 360 marque l'entrée dans l'ère de la haute définition et du sans-fil (pour les manettes) ainsi que le retour de la vibration. Désireux de prendre un maximum d'avance face à son concurrent direct Sony, Microsoft a décidé de sortir sa console le plus tôt possible, et surtout de ne pas rater les fêtes de fin d'année. Sortie en novembre 2005 aux États-Unis, puis le 2 décembre en Europe et au Japon, la Xbox 360 effectue le premier lancement mondial d'une console dans l'histoire du jeu vidéo, sous la direction de Pierre Delattre. Cette sortie a connu quelques désagréments, comme des ruptures de stocks aux États-Unis et en Europe, le Red Ring Of Death accompagnées de réapprovisionnements tardifs. Le public japonais a réservé un accueil peu enthousiaste à la machine de Microsoft (moins de 40 000 consoles vendues durant le mois de décembre 2005).

### Ventes
Microsoft annonce en avril 2008 que 17,7 millions de Xbox 360 ont été vendues à travers le monde depuis son lancement fin 2005. La firme de Redmond annonce également avoir commercialisé 8,1 millions de copies de son jeu évènement Halo 3 depuis sa sortie en septembre 2007. Mass Effect réalise lui aussi un bon score avec 1,6 million d'exemplaires vendus. Cependant, la Xbox 360 est talonnée par la PS3 et reste devancée par la Wii. Microsoft souligne que les possesseurs de Xbox 360 achètent davantage de jeux et accessoires que les propriétaires des autres supports, information immédiatement démentie par Nintendo lors d'une conférence de presse tenue le 22 mai 2008 du fait que cette console ait été vendue un an avant la PS3 et la Wii, ce qui explique que les possesseurs aient le temps d'en acheter plus.
En effet, 50 millions de jeux de la console Wii ont été écoulés en 18 mois de commercialisation contre 30 millions pour la Xbox 360 et 23 millions pour la PlayStation 3. Cependant cette information est exacte si l'on tient compte du nombre de jeux différents vendus par console où la Xbox 360 possède un avantage important sur ses deux rivales,. Le 22 septembre 2008, Microsoft annonce que la Xbox 360 vient de dépasser les 6 millions d'unités vendues en Europe. Et le 31 mai 2009, la firme de Redmond annonce les 30 millions de consoles vendues dans le monde.
Le 19 juin 2010, Microsoft annonce que sa console s'est désormais vendue à 41,2 millions d'exemplaires, se plaçant toujours en deuxième position derrière Nintendo et sa Wii, et devant la PlayStation 3 de Sony. Durant la première moitié de l'année 2011, les ventes de Xbox 360 ont nettement augmenté, passant de 50 millions d'unités vendues en janvier à 55 millions en juin. À noter tout de même que la console est en net retrait et accuse des ventes moindres face à la PS3 d'environ 4,2 millions d'unités de janvier 2009 à septembre 2011[source insuffisante]. La Xbox 360 recule progressivement face à la concurrence mais conserve en partie l'avance des ventes de la première année. La fin d'année 2011 (novembre, décembre) est une véritable réussite pour la Xbox 360 puisque sur cette période Microsoft a vendu plus de consoles que son concurrent direct Sony et la PS3, notamment grâce au marché américain où la Xbox 360 et le Kinect marche très fort. Au 31 décembre 2011 c'est 64,4 millions de Xbox 360 qui ont trouvé preneur de par le monde contre 60,7 millions pour la PS3. La tendance de début d'année tendrait à s'inverser plaçant la PlayStation 3 devant la Xbox 360 dans les ventes mensuelles. Le bilan des ventes de Xbox 360 fin 2011 est estimé à 33,4 millions aux États-Unis, 19,7 millions en Europe (dont 2,8 millions en France, 2,4 millions en Allemagne et 7,5 millions en Grande-Bretagne), 1,5 million au Japon et environ 8 millions dans le reste du monde[réf. nécessaire].
Durant l'annonce de l'arrêt de la production de la Xbox 360 en avril 2016, Phil Spencer a ajouté qu'elle s'était vendue à plus de 84 millions d'exemplaires en 10 ans. Soit un score très proche de celui de sa rivale, la PlayStation 3 qui cumule 86 millions d'exemplaires[réf. nécessaire].

### Extension communautaire
Lors de la Game Developers Conference 2008 Microsoft Xbox a annoncé sa volonté d'étendre la communauté Xbox Live. Pour ce faire, il avait été proposé un kit de développement « réduit » (XNA) aux développeurs indépendants, aux professionnels non connus… Les résultats arrivent très prochainement puisque les jeux de ces développeurs indépendants devraient arriver bientôt sur le marché Xbox Live. La communauté s'étend donc encore davantage puisque Microsoft proposera aux possesseurs de Xbox 360 de télécharger ces jeux et de les évaluer.

### Conquête du grand public
Lors de l'E3 2009 Microsoft annonce une nouvelle technologie révolutionnaire dans le monde du jeu vidéo, baptisée « Project Natal », permettant de jouer sans manette. Et c'est lors de l'E3 2010, un an plus tard, que Microsoft dévoile son nouveau système renommé Kinect, de même qu'une nouvelle Xbox 360, plus petite et plus fine. Cette petite caméra que l'on place face aux joueurs est destinée à l'instar de la Wii et sa télécommande Wii à conquérir un public plus « occasionnel » jusque-là délaissé par la firme.

## Modèles

### Caractéristiques

#### Détail

##### Processeur
Le processeur de la console est le Xenon, fabriqué par IBM. Voici ses caractéristiques :
- Jeux d'instruction PowerPC ;
- 3 cœurs PPE (PowerPC Processing Element), 2 threads par cœur soit 6 cœurs logiques ;
- Fréquence de 3,2 GHz, gravure 90 nm à l'origine, 65 nm depuis fin 2007 et 45 nm depuis 2010[20],[21] ;
- Exécution des instructions dans l'ordre (comme le CELL, le processeur de la PlayStation 3, qui utilise la même architecture) ;
- 1 Mo de cache de niveau 2 ;
- 165 millions de transistors.

Un PPE comprend :
- 1 unité pour les entiers (ALU)
- 1 FPU (flottants) mt g 2,,222
- 1 unité load-store
- 2 unités VMX-128 bits avec 128 registres
- 2×32 Kio de cache L1

La Xbox 360 peut exécuter 6 threads simultanément. Deux des trois cœurs servent à la géométrie procédurale, sorte de compression permettant d'obtenir un bon niveau de qualité de texture malgré la faible capacité mémoire. Ceci occasionne en outre une économie de bande passante mémoire.

##### Processeur graphique
Le processeur graphique de la console est le Xenos, fabriqué par ATI. Voici ses caractéristiques :
- 500 MHz, gravure 90 nm à l'origine, puis 65 nm depuis novembre 2008 (consoles Jasper)[22] ;
- 48 pipelines de pixel shader en parallèle ;
- Architecture shader unifié ;
- 500 millions de triangles par seconde ;
- 96 milliards d'opérations shader par seconde ;
- 10 Mo d'eDRAM intégrés au processeur.

Le GPU de la Xbox 360, dont le nom de code est Xenos, développé par ATI, a été le précurseur de l'architecture unifiée, utilisée actuellement par les cartes graphiques pour PC. Le Shader Core (cœur graphique) comporte pas moins de 232 millions de transistors et l'eDRAM 150 millions de transistors environ.

##### Mémoire vive
La Xbox 360 dispose de 512 Mo de GDDR3 cadencés à 500 MHz avec une bande passante de 21,6 Go/s. Cette mémoire vive est par défaut dédiée au processeur graphique : celui-ci partage sa mémoire avec le processeur, contrairement au PC.
À l'origine, la Xbox 360 devait n'être munie que de 256 Mo de RAM, mais Epic, le développeur de Gears of War, démontra à Microsoft à l'aide d'une démo de leur jeu, qu'il était dans l'intérêt majeur de la machine d'être dotée de deux fois plus de mémoire, soit 512 Mo de RAM. Microsoft accepta en disant : "Vous venez de nous coûter un milliard de dollars, les gars", ce à quoi Epic répondit : "Non, nous venons juste de faire une faveur à un milliard de joueurs."

##### Entrée/sortie

###### Connectiques
- 3 ports USB 2.0 (dont deux à l'avant) ;
- La nouvelle Xbox 360 S comporte 5 ports USB, dont deux à l'avant ;
- 2 emplacements pour carte mémoire Xbox 360, sauf sur les Xbox 360 S ;
- 1 port Kinect, sur les Xbox 360 S ;
- 1 port réseau RJ45 ;
- 1 port HDMI, sauf pour les modèles d'avant 2007.

###### Audio/vidéo
- Définitions supportées : 480i, 480p, 720p, 1080i, 1080p
- Sortie analogique : 1 prise AV MULTI OUT
- Sortie numérique : 1 prise HDMI 1.2 et 1 sortie audio optique

##### Lecteur DVD
D'une vitesse de 12x, celui-ci supporte :
- CD : CD-DA, CD-DA (ROM), CD-R, CD-RW
- DVD : DVD-Video, DVD-ROM, DVD-R, DVD-RW, DVD+R, DVD+RW, DVD+DL
- HD DVD : HD DVD, HD DVD-R, à condition d'utiliser un lecteur externe, vendu séparément.

##### Formats supportés
- Vidéo : WMV (.wmv), WM-DRM, MPEG-4, H.264 (MPEG-4 AVC), MPEG-4 Part 2, DivX, Xvid,
- Audio : AAC (.m4a .m4b .m4p .m4v .m4r .aac .3gp .mp4), MP3 (.mp3), WMA (.wma)
- Image : JPEG (.jpeg .jpg .jpe .jfif .jfi)

#### Résumé des révisions matérielles
| Nom de code        | CPU   | GPU   | HDMI | Ports USB                   | Emplacements pour carte mémoire Xbox 360 | Prise Kinect | Alimentation | Taille de la Nand | Notes                                                                          |
| ------------------ | ----- | ----- | ---- | --------------------------- | ---------------------------------------- | ------------ | ------------ | ----------------- | ------------------------------------------------------------------------------ |
| Xenon              | 90 nm | 90 nm | Non  | Oui, 3, dont deux à l'avant | Oui, deux                                | Non          | 203 W        | 16 Mo             |                                                                                |
| Zephyr             | 90 nm | 90 nm | Oui  | Oui, 3, dont deux à l'avant | Oui, deux                                | Non          | 203 W        | 16 Mo             | D'abord apparu sur les consoles Elite                                          |
| Falcon             | 65 nm | 90 nm | Oui  | Oui, 3, dont deux à l'avant | Oui, deux                                | Non          | 175 ou 203 W | 16 Mo             | Trouvée fréquemment sur consoles Premium 60 Go                                 |
| Opus               | 65 nm | 90 nm | Non  | Oui, 3, dont deux à l'avant | Oui, deux                                | Non          | 175 ou 203 W | 16 Mo             | Uniquement en remplacement des consoles Xenon envoyées au service après-vente. |
| Jasper             | 65 nm | 65 nm | Oui  | Oui, 3, dont deux à l'avant | Oui, deux                                | Non          | 150 W        | 16⁄256 / 512 Mo   |                                                                                |
| Trinity (Valhalla) | 45 nm | 45 nm | Oui  | Oui, 5, dont deux à l'avant | Non                                      | Oui          | 135 W        | 16 Mo             | Sur les premières Xbox 360 S                                                   |
| Corona             | 45 nm | 45 nm | Oui  | Oui, 5, dont deux à l'avant | Non                                      | Oui          | 135 W        | 16 Mo/4 Go        | Sur les Xbox 360 S, à partir d’août 2011                                       |

### Premiers modèles

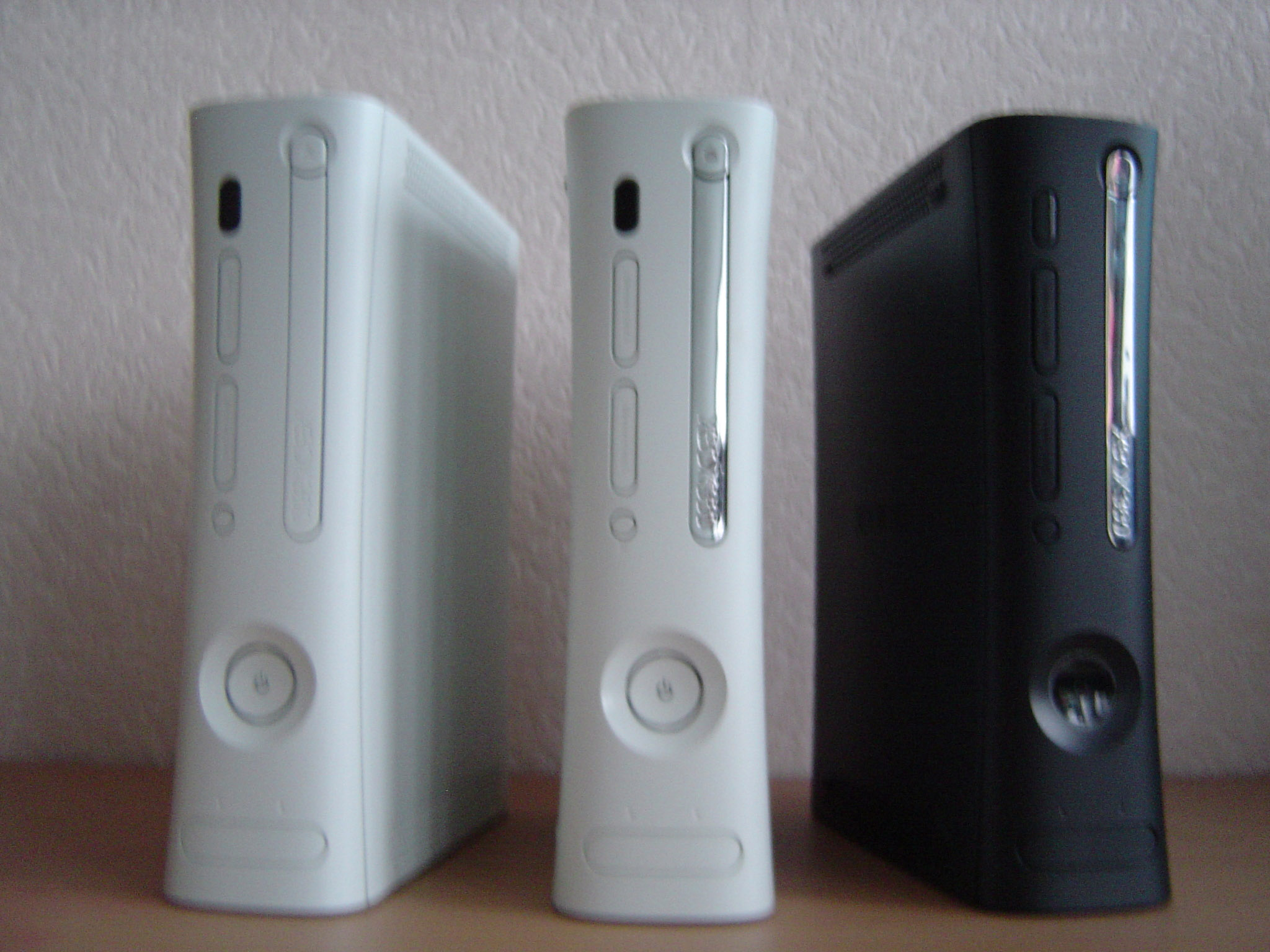
Les trois premiers modèles de Xbox 360. Core, Premium et Elite.

Lancée le 2 décembre 2005 en Europe au prix de 299 euros, la Xbox 360 Core System fut le premier modèle d'entrée de gamme. La console n'est pas chromée, a une manette filaire, et ne contient aucune mémoire. Le casque micro-filaire n'était pas inclus. Le 24 octobre 2007, la console a baissé son prix de 20 €, l'amenant à 279 €. Ce pack a été remplacé par la version Arcade en novembre 2007, incluant une mémoire et une manette sans fil. Ce modèle n'est plus en production.
Par la suite, la Xbox 360 Premium est lancée en Europe le 2 décembre 2005 pour 399 € comme étant le modèle haut de gamme. Elle dispose en plus du modèle core d'une finition chromée, et d'un disque dur de 20 Go, d'un casque micro-filaire Blanc et d'une manette sans fil. À partir de 2007 ce modèle possède une sortie HDMI. Le 24 octobre 2007 le modèle bénéficie d'une baisse de prix de 50 euros, son prix est alors de 349 €. Une nouvelle baisse de 80 € est effectuée le 10 mars 2008, il passe alors de 349 € à 269 €. En août 2008, le disque dur passe de 20 à 60 Go et la console s’appelle Xbox 360 Pro. Le 19 septembre 2008, une troisième baisse est effectuée sur ce modèle qui est vendu désormais à 239 €. Le 27 août 2009, Microsoft décide de mettre fin à ce pack en le remplaçant par le modèle Elite.
Lancée le 24 août 2007 en Europe pour 499 €, la version nommée Xbox 360 Elite se présente comme le modèle remplaçant la premium. De couleur noir mat et finition chromée, il bénéficie d'un disque dur de 120 Go. Le pack réactualise aussi la manette et le casque micro-filaire, devenant eux aussi noirs, et inclut un câble HDMI et une sortie son S/PDIF. Le 10 mars 2008, la console passe à 369 €, soit une baisse de 130 €. Le 19 septembre, elle est désormais vendue à 299 €, elle voit donc une baisse de 70 €. À la sortie de la PS3 Slim, Microsoft décide de baisser son prix à nouveau, retirant de son pack le câble HDMI, la sortie son S/PDIF et le câble YUV HD, et c'est le 27 août 2009 que le modèle Elite passe à 249 €. À la suite de l'annonce le 14 juin 2010 de la Xbox 360 S, ce pack est vendu au prix de 199 €. Ce modèle n'est plus produit.
Une version avec un disque dur de 250 Go s'appelle Super Elite. La console peut être noire ou blanche. Ce modèle n'est aussi plus produit.
La même année en Europe, le 3 novembre 2007, la Xbox 360 Arcade est lancée. C'est un modèle d'entrée de gamme qui remplace le modèle Core System au même prix que l'ancien, c'est-à-dire 279 €. Elle bénéficie de quelques nouveautés comme une mémoire interne de 128 Mo. Elle intègre un port HDMI, et est vendue avec un DVD contenant cinq jeux Xbox Live, une manette sans-fil, et toujours sans casque micro-filaire. Le 10 mars 2008, Microsoft annonce une baisse de 80 € sur tous les modèles, ce qui amène le modèle Arcade à un prix de 199 euros qui devient donc la console la moins chère du marché. Le 16 septembre, une troisième baisse de 20 € est annoncée pour le 19 septembre, la console passe alors à 179 €. En décembre 2008, la mémoire interne passe de 128 Mo à 256 Mo et est de révision Jasper. Le 27 août 2009, la console augmente pour la première fois passant a 199 €, mais inclut désormais le jeu Banjo-Kazooie: Nuts and Bolts dans son pack. À la suite de l'annonce de la Xbox 360 S le 14 juin 2010, ce pack n'est plus en production.

### Nouveaux modèles

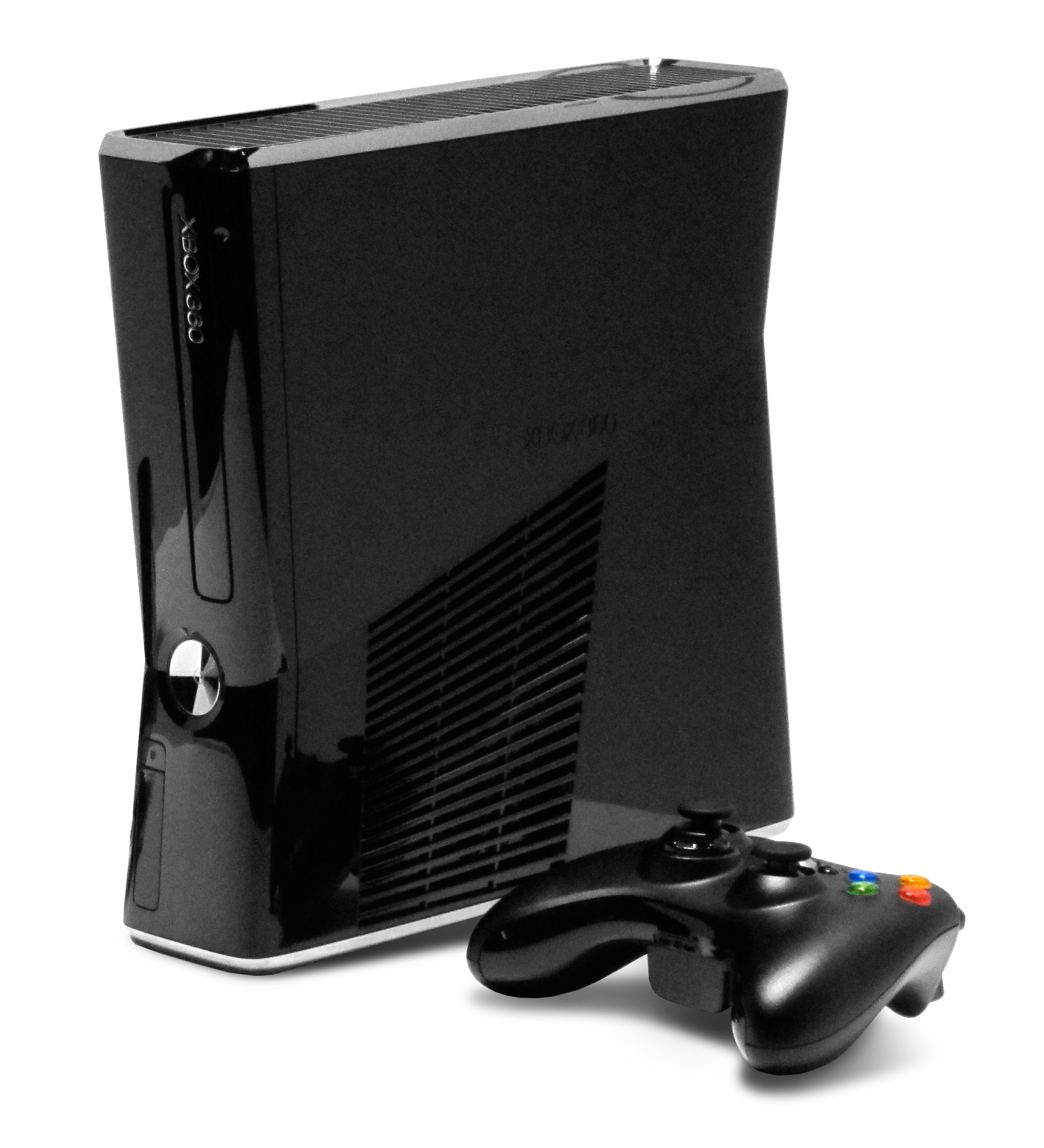
Nouvelle Xbox 360 S.

La nouvelle Xbox 360 a été présentée le 14 juin lors de l'E3 2010. Elle se caractérise par un tout nouveau design noir, laqué ou mat selon les modèles, et est plus compacte (270 x 264 x 75 mm au lieu de 309 x 258 x 83 mm) et pèse 600 grammes en moins. Plus silencieuse et moins sujette à la chauffe, elle consomme 135 W, soit 68 W de moins que les toutes premières Xbox 360. Elle dispose du Wifi 802.11 b/g/n intégré, ainsi que de deux ports USB en plus sur la face arrière de la console, l'amenant à un total de cinq ports USB, complétés d'un port spécialement dédié à Kinect. Le bouton du lecteur DVD ainsi que celui de l'allumage présents sur la façade sont désormais sensitifs. La console est accompagnée d'une manette elle aussi légèrement redessinée et plus légère. Les différents modèles ne portent aucun nom, à la différence des anciens Core, Arcade, Premium, ou Elite. Deux modèles sont pour l'instant disponibles sur le marché.
Présentée lors de l'E3 2010, de finition noir laqué, le pack de la Xbox 360 Slim 250 Go inclut un casque micro-filaire et sa principale caractéristique est son disque dur de 250 Go. Elle est sortie aux États-Unis le 21 juin, une semaine après son annonce, pour un prix de 299 $, au Japon le 24 juin pour 29 800 yens et en Europe le 16 juillet à 249 €[réf. nécessaire].
Le 21 juillet 2010, Microsoft annonce une nouvelle version du modèle S de sa Xbox 360 pour remplacer l'ancien modèle Arcade. De finition noir mat, elle ne comprend pas de disque dur et sa mémoire interne est de 4 Go (auxquels il faut soustraire 0,9 Go utilisés par des éléments du système), elle n'inclut pas de casque micro-filaire. Des disques durs supplémentaires (120Go et 250 Go) sont disponibles pour augmenter le stockage de ce modèle. Elle est sortie le 20 août 2010, aux prix de 199 €. Un pack incluant la Xbox 360 4 Go et Kinect est disponible depuis le 10 novembre 2010 en Europe au prix de 299 €[réf. nécessaire].
Le 10 juin 2013, lors de l'E3, Microsoft présente une nouvelle version de la Xbox 360 (baptisée Xbox 360 E), plus fine et plus légère avec un design plus sobre se rapprochant de la Xbox One, sa remplaçante. Elle est plus petite et plus discrète avec un bouton d’allumage plus fin. Elle adopte un nouveau logo et des surfaces brillantes et mates comme cette dernière. Deux versions sont disponibles, la première possède une mémoire de 4 Go et coûte 199$, la seconde dispose d'un disque dur de 250 Go et coûte 299$.

### Packs
| Caractéristiques                                                                | Xbox 360 Core System                               | Xbox 360 Premium                                                                 | Xbox 360 Elite                                     | Xbox 360 Arcade                                                  | Xbox 360 Super Elite                                                     | Xbox 360 S                                           | Xbox 360 E                                         |
| ------------------------------------------------------------------------------- | -------------------------------------------------- | -------------------------------------------------------------------------------- | -------------------------------------------------- | ---------------------------------------------------------------- | ------------------------------------------------------------------------ | ---------------------------------------------------- | -------------------------------------------------- |
| Date de sortie européenne                                                       | 2 décembre 2005                                    | 2 décembre 2005                                                                  | 24 août 2007                                       | 3 novembre 2007                                                  | 23 octobre 2009                                                          | 16 juillet 2010                                      | 2013                                               |
| Révision matérielle                                                             | Xenon/Opus                                         | Xenon/Opus/Zephyr/Falcon/Jasper                                                  | Zephyr/Falcon/Jasper                               | Zephyr/Falcon/Jasper                                             | Jasper                                                                   | Trinity(Valhalla)/Corona V1/3 (V2/4 en 4 Go interne) | Corona V5/6                                        |
| Prix actuel TTC en France                                                       | Plus produite                                      | Plus produite                                                                    | Plus produite                                      | Plus produite                                                    | Plus produite                                                            | Plus produite                                        | Plus produite                                      |
| Aspect de la console                                                            | Blanc mat                                          | Blanc mat, finitions chromées                                                    | Noir mat, finitions chromées                       | Blanc mat                                                        | Noir mat, finitions chromées ou Blanc mat, finitions chromées            | Noir brillant / mat                                  | Noir brillant / mat                                |
| Aspect de la manette incluse                                                    | 1 manette filaire, blanc mat finition gris         | 1 manette sans fil, blanc mat finition gris                                      | 1 manette sans fil, noir mat finition gris         | 1 manette sans fil, blanc mat finition gris                      | 2 manettes sans fil, noir mat finition gris ou Blanc mat, finitions gris | 1 manette sans fil, noir mat finition noir brillant  | 1 manette sans fil, noir mat                       |
| Micro/Casque filaire Xbox 360                                                   | Vendu séparément                                   | Inclus, blanc mat                                                                | Inclus, noir mat                                   | Vendu séparément                                                 | Inclus, noir mat ou blanc mat                                            | Inclus, noir mat                                     | Inclus, noir mat                                   |
| Mémoire incluse (toutes extensibles avec un disque dur amovible jusqu'à 320 Go) | Aucune, Vendu séparément                           | Disque dur 20 Go (de 2005 à 2008) Xbox 360 Pro Disque dur 60 Go (de 2008 à 2009) | Disque dur 120 Go                                  | Carte mémoire 256 Mo 256 Mo interne (2008) 512 Mo interne (2009) | Disque dur 250 Go                                                        | 4 Go interne ou Disque dur 250 Go ou 320 Go          | 4 Go interne ou Disque dur 250 Go                  |
| Ports Carte mémoire Xbox 360                                                    | 2 en façade                                        | 2 en façade                                                                      | 2 en façade                                        | 2 en façade                                                      | 2 en façade                                                              | 0                                                    | 0                                                  |
| Connectivité Wi-Fi Xbox 360                                                     | Vendu séparément                                   | Vendu séparément                                                                 | Vendu séparément                                   | Vendu séparément                                                 | Vendu séparément                                                         | Intégré (Wi-Fi a/b/g/n)                              | Intégré (Wi-Fi a/b/g/n)                            |
| Câble Ethernet                                                                  | Vendu séparément                                   | Inclus                                                                           | Inclus                                             | Vendu séparément                                                 | Inclus                                                                   | Vendu séparément                                     | Vendu séparément                                   |
| Port HDMI 1.2                                                                   | Non                                                | Intégré sauf sur les premiers modèles Xenon et Opus                              | Intégré                                            | Intégré                                                          | Intégré                                                                  | Intégré                                              | Intégré                                            |
| Câble HDMI                                                                      | Non-inclus et incompatible                         | Vendu séparément                                                                 | Vendu séparément (Inclus de 2007 à 2008)           | Vendu séparément                                                 | Vendu séparément                                                         | Vendu séparément                                     | Vendu séparément                                   |
| Sortie son S/PDIF optique Toslink                                               | Vendu séparément                                   | Vendu séparément                                                                 | Vendu séparément (Inclus de 2007 à 2008)           | Vendu séparément                                                 | Vendu séparément                                                         | Intégré                                              | Vendu séparément                                   |
| Autre câble audio/vidéo inclus                                                  | Câble AV et adaptateur péritel                     | Câble AV et adaptateur péritel                                                   | Câble AV et adaptateur péritel                     | Câble AV et adaptateur péritel                                   | Câble AV et adaptateur péritel                                           | Câble AV et adaptateur péritel                       | Câble AV et adaptateur péritel                     |
| Ports USB                                                                       | 2 en façade / 1 à l'arrière                        | 2 en façade / 1 à l'arrière                                                      | 2 en façade / 1 à l'arrière                        | 2 en façade / 1 à l'arrière                                      | 2 en façade / 1 à l'arrière                                              | 2 en façade / 3 à l'arrière                          | 2 en façade / 2 à l'arrière                        |
| Port Kinect                                                                     | Via adaptateur USB fourni avec Kinect              | Via adaptateur USB fourni avec Kinect                                            | Via adaptateur USB fourni avec Kinect              | Via adaptateur USB fourni avec Kinect                            | Via adaptateur USB fourni avec Kinect                                    | Intégré                                              | Intégré                                            |
| Accès au Xbox Live                                                              | Oui, 1 mois d'essai gratuit pour le Xbox Live Gold | Oui, 1 mois d'essai gratuit pour le Xbox Live Gold                               | Oui, 1 mois d'essai gratuit pour le Xbox Live Gold | Oui, 1 mois d'essai gratuit pour le Xbox Live Gold               | Oui, 1 mois d'essai gratuit pour le Xbox Live Gold                       | Oui, 1 mois d'essai gratuit pour le Xbox Live Gold   | Oui, 1 mois d'essai gratuit pour le Xbox Live Gold |

De nombreux packs spécifiques à certains jeux sont sortis, basés sur le modèle Premium, Elite et S. Le nombre d'exemplaires est souvent limité.
Depuis fin 2009, Microsoft a lancé une nouvelle gamme de disques durs : désormais il est possible de se procurer des disques durs de 250 Go qui sont également présents dans des « supers packs » qui coûtent environ 350 € et contiennent notamment une console avec le disque dur de 250 Go et un jeu (Modern Warfare 2, Final Fantasy XIII ou Forza Motorsport 3).

### Fonctions multimédia
La console permet une lecture de fichiers multimédias (photos, musique, vidéos) depuis un ordinateur muni d'une plate-forme Media Center, depuis un CD, un DVD, une clé ou certains disques durs USB, une PSP, un lecteur MP3 ou de tout autre périphérique portatif externe avec une partition au format FAT/FAT32.
Le système d'exploitation est multitâche, permettant par exemple d'écouter de la musique tout en jouant ou en étant dans l'interface de la console.
Un détecteur de mouvement appelé Kinect, est disponible depuis le 10 novembre 2010 en Europe.

### Clé USB
Le 1er avril 2010, Microsoft a mis à la disposition des utilisateurs de Xbox 360 une mise à jour permettant le stockage de données sur clé USB. Cependant, la masse maximale pouvant être utilisée pour copier ses données sur clé USB a été restreinte à 16 Go.
Il y a possibilité d'utiliser simultanément deux clés USB soit un total de
32 Go. Cette limite a doublé depuis novembre 2012, ce qui offre une capacité totale utilisable par périphérique de 32 Go. Depuis la mise à jour du système d'exploitation de juin 2014, la limite de capacité des clés USB et disque dur USB est étendue a 2 To par port.
Microsoft a annoncé, en plus de la sortie d'un disque dur de 250 Go, la vente de ses propres clés à un prix plus élevé que la moyenne des clés d'autres marques.

## Accessoires officiels

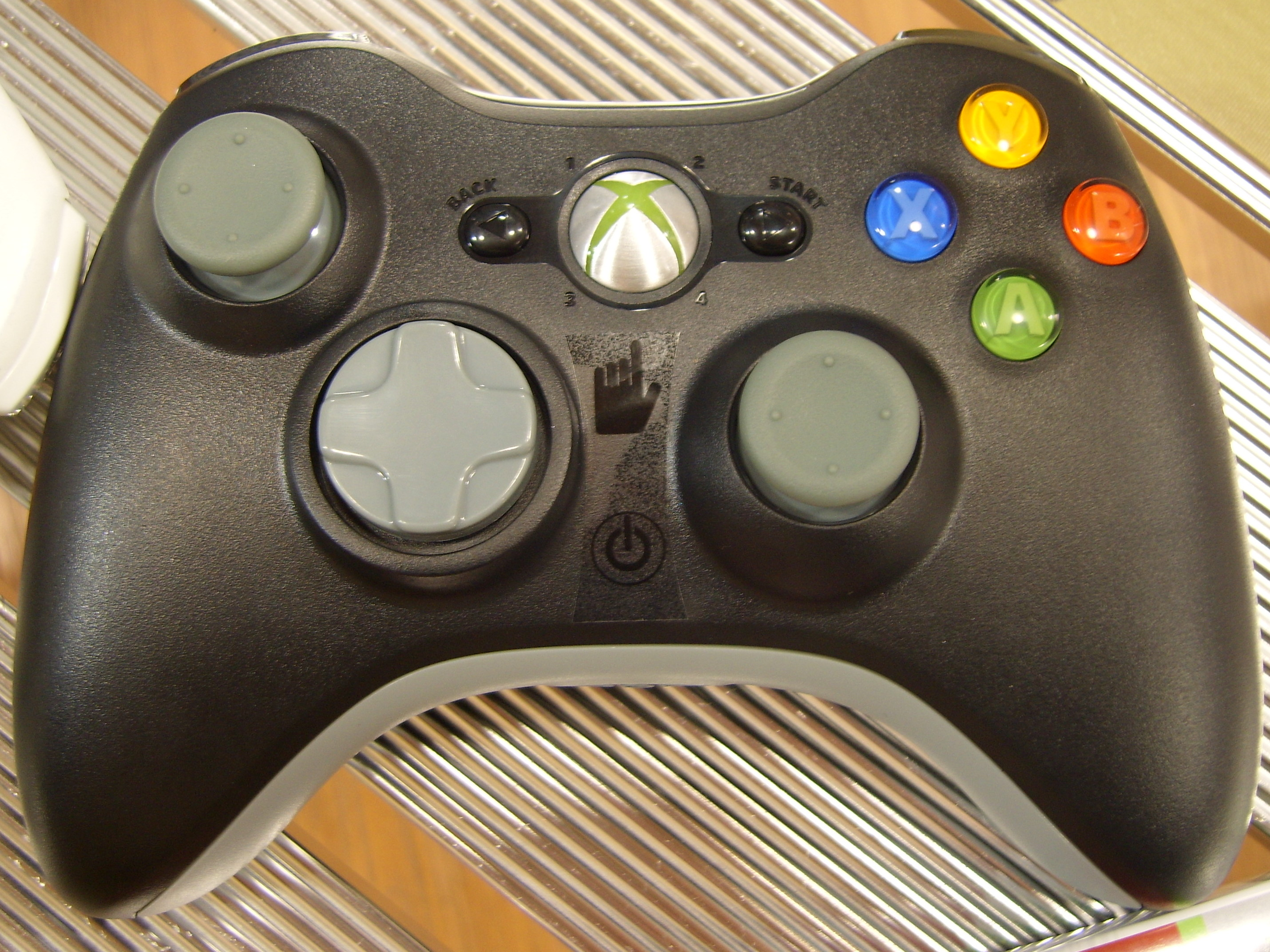
Manette de la Xbox 360 dans sa version Elite.

- Disque dur amovible de 20, 60, 120 250 Go et 320 Go. L'espace utilisable est environ de 13 Go pour le 20 Go, de 47 Go pour le 60 Go et de 105 Go pour le 120 Go. Le 16 avril 2010 est sorti en France un nouveau DD de 250 Go au tarif de 99 euros. Début novembre 2011 est sorti un disque dur de 320 Go à environ 100 euros.
- Carte mémoire de 64 Mo dont 51 Mo utilisables (34 €) de 256 Mo (vendue avec le pack Arcade) ou de 512 Mo pour les sauvegardes (50 euros).
- Casque Xbox Live pour communiquer sur le Xbox Live. Un mini casque sans-fil utilisant la technologie radio 2,4 GHz a vu le jour dans le courant du mois de décembre 2006 en Europe.
- Kit Play'N'Charge. Permet de recharger une manette Xbox 360 sans fil en cours de jeu, ainsi que d'appairer rapidement les manettes sans fil avec la console.
- Manette filaire ou sans fil.
- Adaptateur réseau sans fil Wi-Fi (60 €) pour relier la console à un réseau Wifi, sans utiliser de câble Ethernet. Il se branche sur un port USB dédié situé à l'arrière de la machine (peut aussi se brancher sur le port USB avant, limitant ainsi la surchauffe de l'appareil et des problèmes de connexion). Une puce wifi est intégrée sur les versions Slim (4 Go et 250 Go). Cette évolution permet de se dispenser de l'adaptateur externe pour se connecter à un réseau sans fil.
- Lecteur HD DVD externe uniquement destiné à la lecture des films en haute définition.
- Récepteur Xbox 360 sans fil pour Windows. Ce récepteur permet d'utiliser jusqu'à quatre manettes sans fil, quatre casques d'écoutes Xbox Live sans fil ainsi que d'autres accessoires sans fil à venir simultanément sur un PC sous Windows XP, Windows Vista ou Windows 7.
- Volant sans fil à retour de force pour les jeux de courses automobiles. Prix : 99 € incluant la démo du jeu Forza Motorsport 2. Les premiers jeux 100 % compatibles avec le volant ont été : Need for Speed: Carbon, Project Gotham Racing 3 (celui vendu avec le volant gère le retour de force contrairement à la version commercialisée à part), Test Drive Unlimited, Forza Motorsport 2 et Midnight Club: Los Angeles.
- Caméra Xbox Live Vision (Webcam 640 × 480 pixels, 30 images par seconde, 1,3 mégapixels)

Jeux supportant la Xbox Live Vision (visioconférence seulement) : Bankshot Billiards 2, Battlezone, Hardwood Backgammon, Hardwood Hearts, Hardwood Spades, Uno, Texas Hold'em.
- Jeux utilisant la Xbox Live Vision comme contrôleur : Pinball FX, TotemBall
- Jeux proposant d'intégrer son visage : Tom Clancy's Rainbow Six: Vegas 1 et 2, World Series of Poker, Pro Evolution Soccer 2008, Tiger Woods PGA Tour 08, Burnout Paradise, Fight Night Round 4.
- Jeux proposant d'utiliser la Xbox Live Vision pour une autre utilisation :

Viva Pinata : Pagaille au Paradis pour importer des nouvelles piñatas via des cartes que l'on montre à la Xbox Live Vision.
- Guitare sans fil Gibson, permettant de jouer à Guitar Hero 2 ou Guitar Hero 3 ou Rock Band.
- Façades interchangeables.

### Autres utilisations
La manette de la Xbox 360 est, entre autres, utilisé depuis 2018 pour contrôler les mats optroniques servant de périscope aux sous-marins nucléaires d'attaques de la classe Virginia de l’US Navy,.

### Kinect

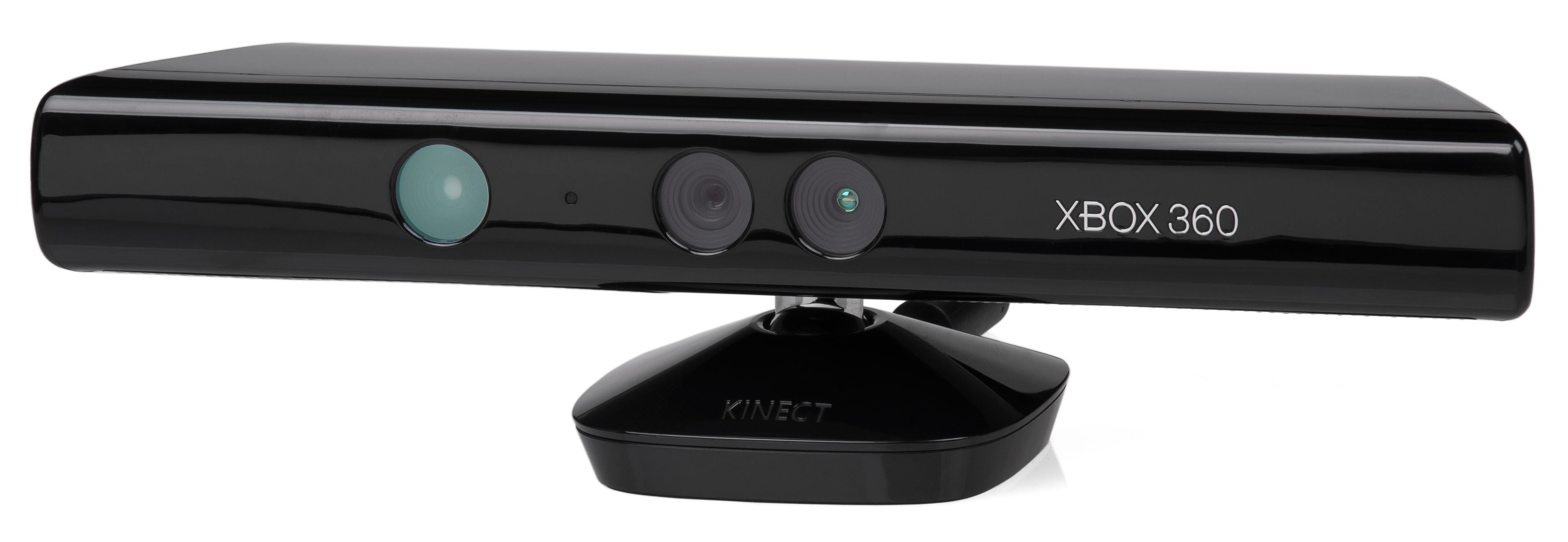
La Kinect.

Kinect, initialement connu sous le nom de code Project Natal, est un périphérique destiné à la console de jeu Xbox 360. Le mot-valise Kinect est issu de l’anglais « kinetic » (« cinétique ») et « connect » (« connecter »). La sortie européenne date du 10 novembre 2010. Son prix est de 149 euros, de plus, un pack incluant Kinect avec la nouvelle Xbox 4 Go est prévu à la même date pour 299 euros. La version 2 de Kinect est disponible uniquement pour Xbox One et est incluse dans la boite de la Xbox One.

## Fiabilité

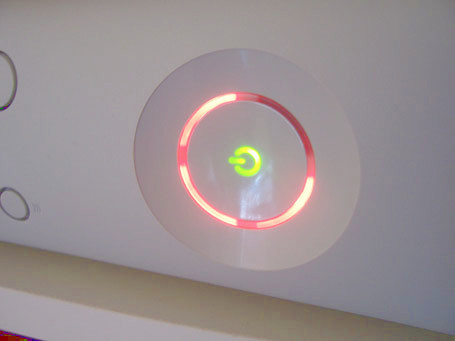
Trois lumières rouges clignotantes, signalant la panne matérielle générale sur la Xbox 360 supprimé sur la Xbox 360 S.

À sa sortie, la Xbox 360 a été sujette à un certain nombre de problèmes techniques. Des détaillants ont rapporté des taux de retour sous garantie de 30 à 50 %, la moyenne du secteur se situant entre 3 et 5 %. Microsoft a d'abord minimisé les problèmes mais en juillet 2007 Peter Moore, Vice-Président de la division Interactive Entertainment Business de Microsoft, publia une lettre ouverte annonçant une extension de garantie de trois ans en cas de panne matérielle générale sur toute console Xbox 360. Cette décision a couté plus d'un milliard de dollars à Microsoft. Cette panne est signalée par trois lumières rouges clignotantes et est communément appelé RRoD ou Rod (pour Red Ring of Death) par les joueurs.
Cette panne aurait pu être traitée avant même la sortie de la console, mais Microsoft voulant sortir celle-ci un an avant les PlayStation 3 et Wii, a ignoré le problème. Ainsi, les contraintes marketing ont prévalu sur l'aspect sécurité du matériel. En effet, Microsoft a voulu « scotcher » le public en leur proposant en premier une console next-gen, dite "HD"(High-Definition), afin de monopoliser le marché des jeux vidéo.
La seconde génération de consoles, Zephyr, est apparue fin 2006/début 2007 aux États-Unis avec la Xbox 360 Elite et a apporté un système de dissipation d'énergie revu, sans toutefois que les problèmes de la console ne baissent significativement. La troisième révision matérielle dénommée Falcon fut produite à partir de la mi-2007. Elle a accompagné l'arrivée de la Xbox 360 Elite en Europe et des premiers modèles avec ports HDMI. Cette Xbox 360 est équipée d'un nouveau système de refroidissement, d'une nouvelle alimentation et d'un processeur gravé en 65 nm améliorant la fiabilité de la console. Conscient de ce problème, Bill Gates a annoncé vouloir faire de la Xbox 360, en dépit de son taux de panne record, la console « la plus fiable du marché ». Le taux de panne de ces nouvelles consoles se situerait aux alentours de 10 %.
Microsoft sort une quatrième génération de sa console en novembre 2008 : nom de code Jasper. Elle comporte un processeur graphique (GPU) gravé en 65 nm. Celui-ci devait réduire le nombre de panne mais surtout couter moins cher à la production. En 2009, une autre génération avec un processeur gravé en 45 nm (actuellement 65 nm sur les versions les plus récentes, et 90 nm sur les autres) et une carte mère combinant CPU et GPU gravés en 65 nm et un seul ventilateur.
Beaucoup de joueurs dans le monde se plaignent également que certaines Xbox 360 rayent les disques. Cela peut dans certains cas, rendre les jeux illisibles. Des rayures circulaires parfaites sont créées par certains lecteurs de DVD internes de la console. Kassa, une émission hollandaise de défense des consommateurs démontre ces dysfonctionnements en laboratoire, dans les conditions d'utilisation prévues par Microsoft. Les lecteurs fautifs, sont remplacés par le SAV après la révélation par les médias. D'après Microsoft ce problème concerne « largement moins de 1 % » des utilisateurs de Xbox 360. Bien que Microsoft soit au fait du problème, l'entreprise renvoie généralement la faute sur l'utilisateur.

## Jeux vidéo

### Rétro-compatibilité
La Xbox 360 est partiellement compatible avec les jeux Xbox. Cette compatibilité nécessite obligatoirement un disque dur, afin d'y stocker les patchs nécessaires au fonctionnement des jeux Xbox. Au lancement de la console, cette dernière émulait 213 jeux pour l'Amérique du Nord, 156 pour l'Europe et seulement 12 pour le Japon. Selon Microsoft, seuls les jeux les plus populaires seront compatibles, tels Halo et Halo 2. La dernière mise à jour de novembre 2007 rend plus de 470 jeux Xbox jouables sur Xbox 360 en Europe.
Il est possible de mettre à jour la liste de compatibilité à l'aide de nouveaux patchs téléchargeables, soit en passant par le Xbox Live, soit en gravant soi-même un CD à insérer dans la console, soit en le commandant à Microsoft (voir la liste de jeux Xbox compatibles avec la Xbox 360). Enfin, il était possible de jouer sur le Xbox Live ou en LAN avec les jeux Xbox. Ainsi, un joueur de Halo 2 sur Xbox 360 pouvait très bien jouer sur le Xbox Live avec quelqu'un possédant une Xbox, ce qui n'est maintenant officiellement plus possible, le live de la première Xbox ayant fermé début 2010. Depuis le 4 décembre 2007, Microsoft permet le téléchargement depuis le Marché Xbox Live de certains jeux de la Xbox. Les jeux proposés sont en tout point identiques à leur version boîte.

## Xbox Network
Le réseau Xbox est le service de jeu en ligne créé par Microsoft et qui est utilisé pour connecter sa console de jeux vidéo Xbox à Internet. Il est sorti fin 2002 aux États-Unis et en mars 2003 en Europe. Il permet aux joueurs du monde entier de se connecter à Internet et donc de pouvoir s'affronter sur tous les jeux compatibles Xbox Live.
Avec l'arrivée de la Xbox 360, le réseau Xbox se décline en 2 versions :
- L'accès « Silver » (qui est gratuit) permet de télécharger des bonus, des démos ou des bandes-annonces. Il sert également de chat vocal.
- L'abonnement « Gold » permet plus des fonctionnalités que le « Silver », et particulièrement le jeu en ligne.

Seulement, avec l'arrivée du nouveau Dashboard, le Xbox Live Silver a changé de nom et s'appelle simplement Xbox Live Gratuit (Free en anglais)
Tout abonné Gold bénéficie donc de services divers, qui sont principalement tournés vers l'aspect social du jeu. On retrouve par exemple la possibilité d'organiser des tournois, de communiquer en temps réel avec le micro-casque Xbox ce qui renforce l'impression de coopération en parlant stratégie avec ses équipiers, et de créer des clans de joueurs. Ils peuvent aussi créer une liste d'amis qui leur permet de savoir s'ils sont connectés, ce qu'ils sont en train de faire sur leur console et de les inviter. Le réseau Xbox fournit notamment un panel d'information tel que le classement des meilleurs joueurs (XSN pour le sport par exemple), des statistiques pour comparer avec la communauté Xbox, ainsi que le Gamercard de chaque joueur indiquant le GamerTag, la réputation, les succès, les derniers jeux joués, la zone de jeu et l'image du joueur. Le joueur a un total contrôle de sa Gamercard avec la création d'un Avatar Xbox 360 que l'on peut modifier et habiller avec des vêtements et accessoires téléchargeables, l'avatar peut également être utilisé dans certains jeux. Il peut aussi changer de GamerTag moyennant 800 points Microsoft (de l'ordre de 10 euros).
Cependant, les services ouvrent aussi l'accès à divers réseaux sociaux comme MSN avec ses contacts, la connexion à un compte Facebook ou Twitter (depuis la mise à jour du 17 novembre 2009). Le compte Xbox Live reste accessible depuis Internet sur le site officiel pour gérer sa liste d'amis depuis son PC, envoyer et recevoir des messages, etc.
Enfin l'abonnement Gold autorise le téléchargement de contenus payants ou non, pour notamment faire des achats de jeux et de DLC, de films ou accéder à du contenu gratuit comme la lecture en streaming de vidéos HD 1080p et des bandes-annonces.
Tarifs du Xbox Live Gold :
- Abonnement 12 mois : 60 € (soit 5 €/mois) ;
- Abonnement 3 mois : 20 € (soit environ 6,66 €/mois) ;
- Abonnement mensuel : 6 €/mois.

### Marché Xbox Live
Le marché Xbox Live met à la disposition des joueurs divers contenus téléchargeables. On trouve par exemple comme contenu gratuit des bandes-annonces de jeux ou de films (en HD ou standard), des thèmes visuels et des démos de jeux. Parmi les contenus payants, il y a bien sûr des jeux pour Xbox 360, disponibles quelques semaines après leurs sorties, de manière à protéger les vendeurs de versions physiques des jeux, mais aussi certains jeux de la 1re Xbox ou des jeux rééditions de jeux d'arcade jouables à présent sur le Live, toutes sortes de vidéos telles que des films ou des séries et programmes télévisés, des contenus supplémentaires pour les jeux (DLC) qui permettent de rajouter de nouvelles voitures ou nouvelles missions par exemple, ou encore des images pour le profil du joueur et notamment des accessoires pour son avatar. le marché Xbox live a également démocratisé les achats de jeux en ligne sur consoles, suivi des PlayStation Store et Nintendo eShop.
Le 31 janvier, le réseau Xbox annonce la mise à jour des services sur toutes les consoles Xbox 360 pour le 7 février, des quarantaines de jeux seront supprimés de la place de marché Xbox 360 avant la fermeture de la boutique le 29 juillet 2024.

### Vidéo à la demande
Un système de vidéo à la demande a été lancé sur le Xbox Live le 22 novembre 2006 aux États-Unis. Les premiers partenaires étaient Paramount Pictures, CBS, TBS[Lequel ?], MTV Networks, UFC, NBC, et Warner Bros.. Ils proposaient des films et des séries. Puis d'autres studios ont rejoint le système comme Lionsgate, Walt Disney Pictures, MGM, Buena Vista, Miramax, New Line Cinema ou Weinstein. De très nombreuses chaines proposent aussi des contenus (séries, émissions, matchs de sports).
Ce même service a ensuite été lancé au Canada, en France, en Italie, en Allemagne et au Royaume-Uni le 11 décembre 2007. Les premiers fournisseurs étaient Warner Bros. et EuropaCorp. Les prix sur le marché français sont de 250 Microsoft Points (3 €) en basse définition (480p) et 380 MSP (4,50 €) en haute définition (720p) pour la majorité des films. Les films récents sont plus chers : 360 MSP (4,30 €) pour le 480p et la HD à 540 MSP (6,40 €). Les objectifs de Microsoft en France sont de proposer 30 % de films français dans le catalogue, de signer avec StudioCanal et Pathé puis avec les grands studios, d'atteindre entre 200 et 300 films fin 2008 (grâce à cinq sorties au minimum par semaine) et d'élargir l'offre aux séries, documentaires et programmes pour enfants. Près de 100 films sont actuellement proposés.
La vidéo se renforce fin 2010, avec la signature d'un nouveau partenariat entre Microsoft et Canal+. Celui-ci prévoit l'intégration complète, à partir de décembre 2010, des programmes de la chaîne Canal+ et de ses filiales Canalsat.

### Live Anywhere
Le service Live Anywhere a été créé par Microsoft pour faire interagir la Xbox 360, les téléphones mobiles équipés de Windows Mobile et les ordinateurs équipés de Windows Vista. Ce service est une passerelle pour le Xbox Live afin d'être toujours connecté à sa liste d'amis, de recevoir ses messages et invitations sur n'importe quel des produits suscités à n'importe quel moment.
L'une des grosses nouveautés du Live Anywhere est la possibilité pour les joueurs de s'affronter sur le même jeu en jouant sur Xbox 360 et sur PC. Les deux plates-formes sont totalement compatibles avec l'arrivée de Windows Vista et des jeux comme Shadowrun sont spécialement développés pour en profiter. Également, des applications Windows Mobile seront développées pour permettre aux joueurs de continuer leur expérience de jeux dans leurs mobile. Par exemple, un utilisateur pourrait modifier sa voiture sur son téléphone et ensuite jouer avec sur sa Xbox 360.

### Lecteur HD DVD externe

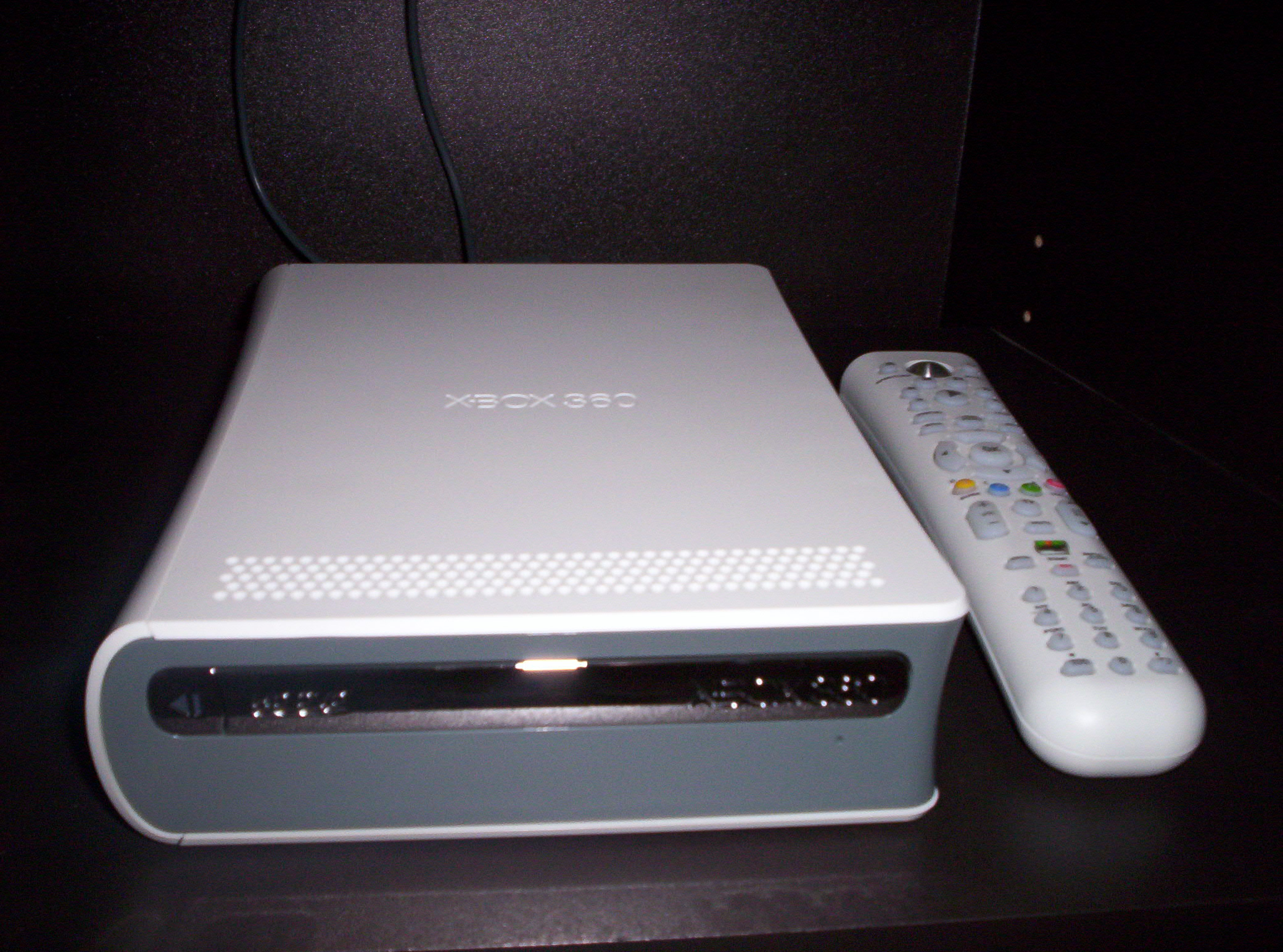
HD-DVD pour Xbox 360.

Microsoft proposa entre novembre 2006 et février 2008 un lecteur HD DVD externe fabriqué par Toshiba qui se connecte à l'une des trois prises USB 2.0 de la Xbox 360 (et peut aussi s'utiliser avec Windows sous conditions) ; Microsoft ne voulant pas imposer un format HD aux joueurs.
Initialement vendu à 199 $/€, le lecteur a connu une baisse de prix en août 2007 de 20 $ ; cette baisse a été effective plus tard en Europe. Puis début février 2008, une nouvelle réduction a eu lieu : de 179 à 129 $, certains y voyaient une mesure pour aider le format de Toshiba, d'autres un moyen d'écouler les stocks avant que Toshiba n'abandonne le format.
Toshiba a ensuite déclaré ne plus produire de lecteurs HD-DVD, ce qui marquait la fin du format et la victoire du Blu-Ray de Sony. Microsoft a suivi en annonçant fin février la fin de la fabrication de ses lecteurs externes et surtout une baisse de prix très importantes : de 129 à 49 $ afin de vider les stocks.
Pour pouvoir profiter du Full HD qu'offre ce lecteur, il faut utiliser les câbles composante fournis avec la console ou acheter le câble VGA qui se commercialise autour de 25 euros. Les consoles équipées du port HDMI permettent d'avoir une image et un son de meilleure qualité, en Full HD.

### Lecteur Blu-ray externe

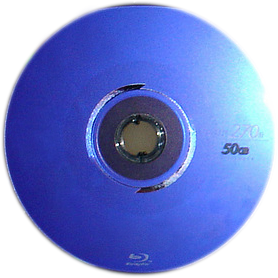
Le Disque Blu-ray.

Au Consumer Electronics Show de janvier 2006, soit à peine un mois après la sortie de la Xbox 360, alors que Microsoft venait d'annoncer la sortie d'un lecteur HD-DVD externe ; Peter Moore (directeur commercial de Xbox aux États-Unis) a déclaré que la 360 pourrait accueillir un lecteur Blu-ray externe si le HD-DVD perdait la bataille. Microsoft a ensuite démenti l'information dans un communiqué officiel affirmant que « Microsoft soutient pleinement le HD-DVD, format considéré comme étant le meilleur pour les consommateurs (…) Les derniers rapports indiquant que nous avons une planification de secours incluant le support Blu Ray sont incorrects. Actuellement[Quand ?], les utilisateurs sont totalement impliqués dans la voie du HD-DVD et aucun autre projet s’intéresse à d’autres formats optiques ».
Ceci jusqu'au CES de janvier 2008 où Albert Penello, responsable de la division Xbox, a annoncé que si le Blu-ray s'imposait, Microsoft adopterait le format de Sony. Après l'annonce de l'arrêt de production de platines et de médias HD DVD par Toshiba, le lecteur Blu-ray externe pourrait devenir une réalité, et les rumeurs sont nombreuses. Mais Microsoft les a toujours démenties et préfère défendre la dématérialisation (grâce à la VOD et au partenariat avec Netflix) au détriment du Blu-ray.

## Sécurité et piratage
La faille JTAG était un piratage consistant à réécrire la nand: l'utilisateur ajoutait un microcontrôleur (soudé) à sa machine, puis pouvait lire le firmware de la machine par USB et le télécharger sur son ordinateur, le modifier (et ainsi retirer les protections), puis le réinstaller dans la machine. Cette faille a rapidement été comblée par Microsoft: toutes les consoles avec un kernel supérieur au 7371 ou fabriquées après juillet 2009 ne sont plus faillibles. 
Une faille semblable à la faille JTAG est apparue en juillet 2011. Ce hack est appelé le Reset Glitch Hack. Il suffisait d'équiper la console d'une puce qui va envoyer un champ électrique pour faire buguer volontairement le firmware de la console, et ainsi la démarrer en mode non sécurisé. 
Une console dont les protections ont sauté et qui est détectée par Microsoft est bannie à vie du Xbox Live.

## 3D
La Xbox 360 est capable, comme la PlayStation 3, de produire des images 3D stéréoscopiques lorsque les développeurs ont prévu l'option pour leurs jeux. Cette fonctionnalité nécessite du matériel adapté (télévision compatible 3D et lunettes associées). 

## Linux pour la Xbox 360
Le projet Xbox/Linux avait comme destination de faire fonctionner Linux sur une Xbox 360. Microsoft est opposé à l'installation d'un autre système d'exploitation que le sien sur la Xbox 360. La firme a donc mis à jour le système d'exploitation de la console fin février 2007. Cette mise à jour comprend un correctif résorbant la faille exploitée pour installer Linux ; les jeux sortis après cette date intègrent aussi ce correctif.